# 1707
1707 (MDCCVII) — невисокосний рік. Доба великих географічних відкриттів •  Перша наукова революція • Річ Посполита •  Запорозька Січ

## Геополітична ситуація
Османську імперію очолює Ахмед III (до 1730). Під владою османського султана перебувають Близький Схід та Єгипет, Середземноморське узбережжя Північної Африки, частина Закавказзя, значні території в Європі: Греція, Болгарія і Сербія. Васалами османів є Волощина та Молдова.
Священна Римська імперія — наймогутніша держава Європи. Її територія охоплює, крім німецьких земель, Угорщину з Хорватією, Трансильванію, Богемію, Північ Італії. Її імператор — Йосип I Габсбург (до 1711). Король Пруссії — Фрідріх I (до 1713).
На передові позиції в Європі вийшла Франція, на троні якої сидить король-Сонце Людовик XIV (до 1715). Франція має колонії в Північній Америці та Індії.
Триває Війна за іспанську спадщину. Королівству Іспанія належать Іспанські Нідерланди, південь Італії, Нова Іспанія, Нова Гранада та Нова Кастилія в Америці, Філіппіни. Королем Португалії є Жуан V (до 1750). Португалія має володіння в Бразилії, в Африці, в Індії, в Індійському океані й Індонезії.
Північ Нідерландів займає Республіка Об'єднаних провінцій. Вона має колонії в Північній Америці, Індонезії, на Формозі та на Цейлоні. Королева новоутвореної Великої Британії — Анна Стюарт (до 1714). Британія має колонії в Північній Америці, на Карибах та в Індії. Король Данії та Норвегії — Фредерік IV (до 1730), король Швеції — Карл XII (до 1718). На Апеннінському півострові незалежні Венеційська республіка та Папська область. у Речі Посполитій королює Станіслав Лещинський, якого підтримує Швеція (до 1709). У Московії царює Петро I (до 1725).
Україну розділено по Дніпру між Річчю Посполитою та Московією. Іван Мазепа є гетьманом на Лівобережжі під москоським протекторатом. На півдні України існує Запорозька Січ. Існують Кримське ханство, Ногайська орда.
В Ірані правлять Сефевіди.
Значними державами Індостану є Імперія Великих Моголів, Імперія Маратха. В Китаї править Династія Цін. В Японії триває період Едо.

## Події
Триває Війна за іспанську спадщину. На півночі Європи продовжується Велика Північна війна.

### У світі
- Помер падишах Імперії Великих моголів Аурангзеб. Між його синами одразу ж почалася боротьба за спадщину, переможцем у якій вийшов Бахадур-хан.
- У Московському царстві спалахнуло Булавінське повстання.
- Парламенти Англійського королівства та Шотландського королівства приймають акт про утворення єдиної держави — Королівства Великої Британії.
- Війна за іспанську спадщину:
  - Іспанці та французи на чолі з Джеймсом Фітцджеймсом завдали поразки союзним силам Португалії, Англії та Нідерландів у битві при Альмансі.
  - Філіп V Анжуйський оприлюднив Декрети Нуева Планта, що обмежували самоврядування Каталонії та інших іспанських земель.
  - Союзники змушені відступити під Тулоном, але французи потопили свої кораблі, втративши флот.
- Розпалася держава Лансанг на території сучасного Лаосу.
- Останнє виверження лави з вулкана Фудзі в Японії.
- Внаслідок штормів біля островів Сіллі затонули чотири британські кораблі та понад 1400 матросів. Це стало однією з найзначніших морських катастроф в історії Британських островів.
- Велика Північна війна. Шведський король Карл XII розпочав похід на Московію.

### В Україні
- Лук'ян Тимофієнко продовжував бути кошовим отаманом Війська Запорозького, потім обрали Тимофія Фененка, ще пізніше Петра Сорочинського.
- Козацькі полковники Іскра та Кочубей подають цареві Петрові І донос про листування Івана Мазепи з польським королем Станіславом I.
- Засноване село Башуки[1] у Тернопільській області

## Культура та наука
- Італійський композитор Алессандро Скарлатті завершує одну з найкращих своїх опер — Mitridate Eupatore
- Ісаак Ньютон видає збірник математичних робіт «Універсальна арифметика». Наведені в ньому чисельні методи ознаменували народження нової перспективної дисципліни — чисельного аналізу.
- Абрахам де Муавр починає роботу[2] над доведенням формули, названої його іменем (в цілому формулу і доведення було опубліковано у 1730).
- Англійський лікар Джон Флоєр (англ. John Floyer) запропонував практику вимірювання частоти пульсу.

## Народились
див. також Категорія:Народились 1707
- 25 лютого — Карло Гольдоні, італійський драматург
- 15 квітня — Леонард Ейлер, швейцарський математик, механік та фізик
- 22 квітня — Генрі Філдінг, англійський письменник
- 23 травня — Карл Лінней, шведський природознавець, автор системи класифікації рослинного та тваринного світу
- 7 вересня — Жорж-Луї Леклерк де Бюффон, французький природознавець

## Померли
див. також Категорія:Померли 1707
- Себаст'єн ле Претр де Вобан — французький військовий інженер (вважався одним з найвизначніших військових інженерів своєї епохи), маршал Франції
- Ауранґзеб — падишах імперії Великих Моголів.
- Марія Мазепа — мати гетьмана України Івана Мазепи, основоположниця прикладного мистецтва — шиття золотими та срібними нитками церковного одягу та ікон.
- Віллем ван де Вельде (нід. Willem van de Velde, de Jonge) — голландський художник.
- Джон Мілл (англ. John Mill) — англійський теолог.
- Жан Мабільон — французький монах-бенедектинець, науковець; вважається засновником палеографії і дипломатики.
- Шитао — китайський аристократ, художник та поет часів династії Цін.